# Matisia obliquifolia
Matisia obliquifolia är en malvaväxtart som beskrevs av Standley. Matisia obliquifolia ingår i släktet Matisia och familjen malvaväxter. Inga underarter finns listade i Catalogue of Life.